# Andrea Mantegna
Andrea Mantegna (tiếng Ý: [anˈdrɛa manˈteɲɲa]; khoảng 1431 – 13 tháng 9 năm 1506) là một họa sĩ người Ý, một sinh viên khảo cổ học La Mã, và là con rể của Jacopo Bellini. Cũng giống như các nghệ sĩ khác cùng thời, Mantegna thử nghiệm phối cảnh, ví dụ, bằng cách hạ thấp chân trời để tạo ra một cảm giác hoành tráng hơn. Các tranh vẽ cảnh quan không cảm xúc, và các vật thể hơi lạnh lùng cho thấy ông vẽ tranh với một cách tiếp cận thiên hướng điêu khắc. Ông cũng lãnh đạo một xưởng sản xuất dẫn đầu về in ấn tranh ở Venice trước 1500.

## Các tác phẩm chính

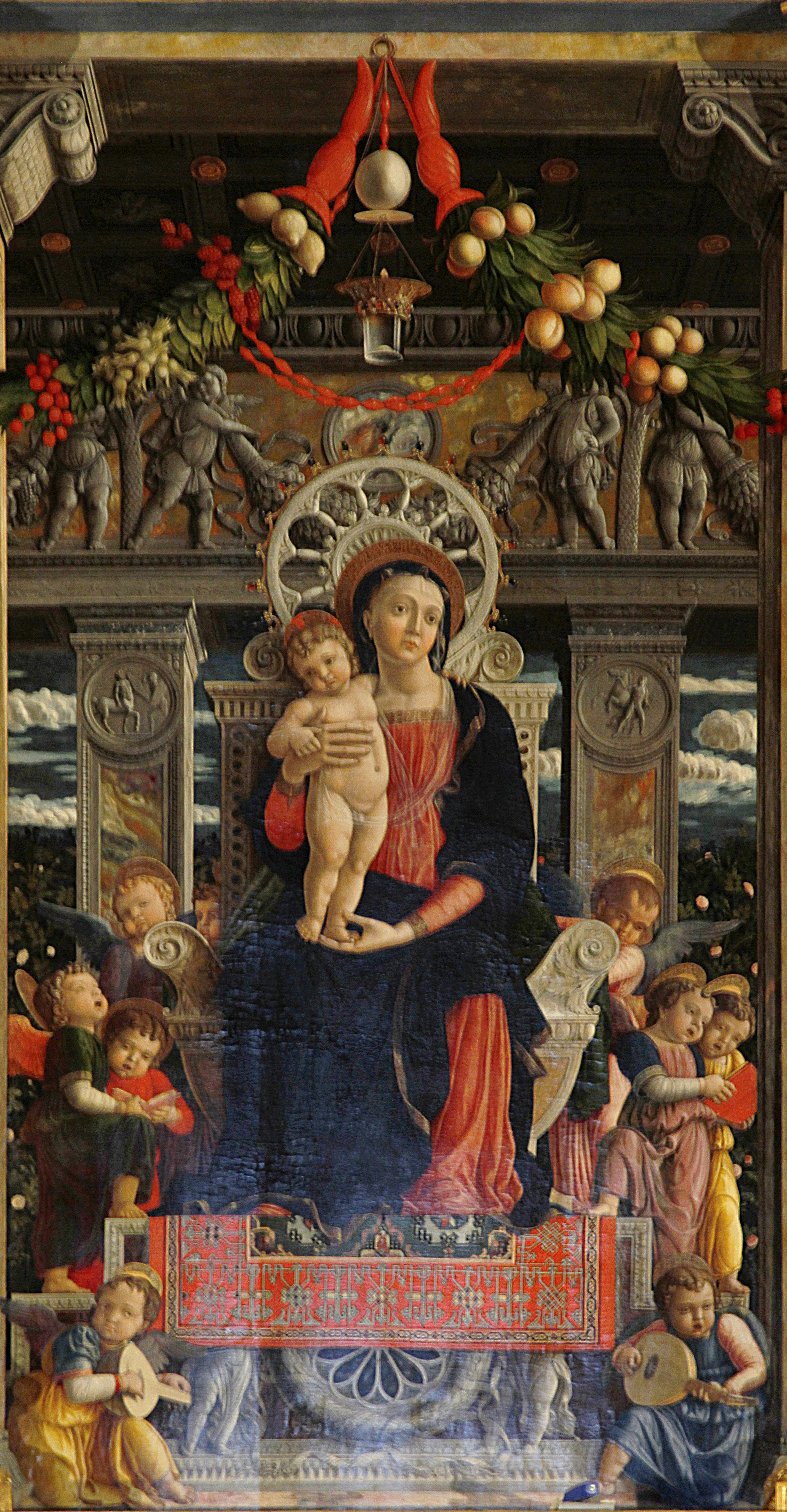
Mẹ Đồng trinh Mary tại Andrea Mantegna's San Zeno Altarpiece kết hợp giữa hiệu ứng giả Arập và các đường viền trên quần áo, với một tấm thảm phương Đông dưới chân bà. (1456–1459).

- St. Jerome in the Wilderness (c. 1448–1451) - Tempera on wood, 48 x 36 cm, São Paulo Museum of Art, São Paulo, Brazil
- The Adoration of the Shepherds (c. 1451–1453) - Tempera on canvas transferred from wood, 40 x 55,6 cm, Metropolitan Museum of Art, New York
- San Luca Altarpiece (1453) - Panel, 177 x 230 cm, Pinacoteca di Brera, Milan
- Presentation at the Temple (c. 1455) - Tempera on wood, 68.9 x 86.3 cm, Staatliche Museen, Berlin, Germany
- Crucifixion (1457–1459) - Wood, 67 x 93 cm, Louvre, Paris
- Christ as the Suffering Redeemer (1495–1500) - Tempera on wood, 78 x 48 cm, Statens Museum for Kunst, Copenhagen, Denmark
- Agony in the Garden (c. 1459) - Tempera on wood, 63 x 80 cm, National Gallery, London
- Portrait of Cardinal Ludovico Trevisan, (c. 1459–1460) - Tempera on wood, 44 x 33 cm, Staatliche Museen, Berlin
- St. Bernardino of Siena between Two Angels, (attributed, 1460) - Tempera on canvas, 385 x 220 cm, Pinacoteca di Brera, Milan
- Portrait of a Man (c. 1460-1470) - Wood, 24.2 x 19 cm, National Gallery of Art, Washington, USA
- Death of the Virgin (c. 1461) - Panel, 54 x 42 cm, Museo del Prado, Madrid
- Portrait of Francesco Gonzaga (c. 1461) - Panel, 25 x 18 cm, Capodimonte Museum, Naples
- Madonna with Sleeping Child (c. 1465–1470) - Oil on canvas, 43x32 cm, Staatliche Museen, Berlin
- St. George (c. 1460) - Tempera on panel, 66 x 32 cm, Gallerie dell'Accademia, Venice
- San Zeno Altarpiece (1457–1460) - Panel, 480 x 450 cm, San Zeno, Verona
- St. Sebastian (c. 1457–1459) - Wood, 68 x 30 cm, Kunsthistorisches Museum, Vienna
- St. Sebastian - Panel, 255 x 140 cm, Louvre, Paris
- Adoration of the Magi (1462) - Tempera on panel, 76 x 76.5 cm, Uffizi, Florence
- The Ascension (1462) - Tempera on panel, 86 x 42.5 cm, Uffizi, Florence
- The Circumcision (1462–1464) - Tempera on panel, 86 x 42.5 cm, Uffizi, Florence
- Portrait of Carlo de' Medici (c. 1459-1466) - Tempera on panel, 40.6 x 29.5 cm, Uffizi, Florence
- The Madonna of the Cherubim (c. 1485) -  Panel, 88 x 70 cm, Pinacoteca di Brera, Milan
- Triumph of Caesar (c. 1486) - Hampton Court Palace, England
- The Lamentation over the Dead Christ (c. 1490) - Tempera on canvas, 68 x 81 cm, Pinacoteca di Brera, Milan
- Madonna of the Caves (1489–1490) - Uffizi, Florence
- St. Sebastian (1490) - Panel, 68 x 30 cm, Ca' d'Oro, Venice
- Madonna della Vittoria (1495) - Tempera on canvas, 285 x 168 cm, Louvre, Paris
- Holy Family (c. 1495–1500) - Tempera on canvas, 75.5 x 61.5 cm, The Dresden Gallery, Dresden
- Judith and Holofernes (1495) - Egg-tempera on wood, National Gallery of Art, Washington
- Trivulzio Madonna (1497) - Tempera on canvas, 287 x 214 cm, Museo Civico d'Arte Antica, Milan
- Parnassus (Mars and Venus) (1497) - Canvas, 160 x 192 cm, Louvre, Paris
- Minerva Chases the Vices from the Garden of Virtue (c. 1502) - Oil on canvas, 160x192 cm, Louvre, Paris